# ویلیام کالی‌یر
ویلیام کالی‌یِر جونیور (انگلیسی: William Collier Jr.؛ ‏ ۱۲ فوریهٔ ۱۹۰۲ – ۵ فوریهٔ ۱۹۸۷) بازیگر و تهیه‌کننده اهل ایالات متحده آمریکا بود.

## گزیده فیلم‌شناسی
از فیلم‌ها یا برنامه‌های تلویزیونی که وی در آن نقش داشته‌است می‌توان به آثار زیر اشاره کرد.
- شاهین دریا (فیلم ۱۹۲۴) (۱۹۲۴)
- راز ایو (۱۹۲۵)
- زن مطلوب (۱۹۲۷)
- نمایش نمایش‌ها (۱۹۲۹)
- یک عاشقانه سلطنتی (۱۹۳۰)
- تحت هر شرایطی (۱۹۳۰)
- سیمارون (۱۹۳۱)
- کاهش (۱۹۳۱)
- سزار کوچک (۱۹۳۱)